# Liliano Frattini
Liliano Frattini (Varese, 3 febbraio 1934 – Roma, 7 giugno 2015) è stato un giornalista italiano.
Nel 1998 lasciò il giornalismo e la televisione per dedicarsi a tempo pieno all'attività di autore di libri e pranoterapeuta.

## Biografia
Conduttore del TG1 fino al 1998, lasciò la professione giornalistica per dedicarsi a tempo pieno alla pranoterapia e in particolare all'imposizione delle mani.
Come esperto di medicina alternativa fu autore di diversi saggi: dette alle stampe anche un testo di narrativa. Legò il suo nome alla rubrica televisiva Meteo3, di cui fu l'ideatore e il conduttore, in alternanza con Fulvio Grimaldi.
Frattini si era avvicinato al giornalismo ai tempi del liceo fondando il giornale studentesco Blue Jeans e aveva poi coordinato la preparazione del settimanale socialista di Varese Nuovo ideale. Avvicinatosi politicamente al PSI, entrò a lavorare all'Avanti! occupandosi soprattutto di cronaca e di attività amministrative. Collaborò per qualche tempo anche a Il Giorno.
Amico di Bettino Craxi, fu assunto per concorso in RAI nel 1967. Inizialmente in servizio a Milano (radio e trasmissioni regionali), venne poi trasferito a Roma dove nel 1972 assunse la conduzione del TG1 delle 13.30. Mantenne il ruolo di conduttore per circa vent'anni tranne un breve periodo nella seconda metà degli anni ottanta, quando venne impiegato su Rai 3 nella conduzione di Meteo3, rubrica di taglio ironico da lui ideata, antesignana di Che tempo che fa.
Cognato del vescovo emerito di Pavia Giovanni Giudici, muore la notte del 7 giugno 2015 a Roma a seguito di un infarto, all'età di 81 anni.

## Pubblicazioni
Queste le opere pubblicate da Frattini, soprattutto in tema di pranoterapia:
- Guarire con le mani, Milano, Rizzoli, 1992. ISBN 88-17-13805-3.[6] 2ª ed.: 2000. ISBN 88-17-86501-X.
- Paranormale e pranoterapia. La saggezza del mistero, Roma, Edizioni Mediterranee, 2001. ISBN 88-272-1435-6.[7]
- Le tinte dell'illusione, Roma, Albatros - Il Filo, 2009. ISBN 978-88-567-1577-4.[8]
- Claudia Scolari Giudici. Una vita dedicata all'impegno sociale, Varese, Arterigere, 2011. ISBN 978-88-89666-66-1.
- Prana, energia che guarisce - Storia di un giornalista televisivo pranoterapeuta, Varese, EmmeEffe, 2014 ISBN 978-88-907715-4-5